# Lucrezia Bendidio
Lucrezia Bendidio, o Lucrezia Bendedei (Ferrara, 8 aprile 1547 – dopo il 1584), fu dama di Eleonora d'Este presso la corte di Ferrara.

## Biografia
Nacque da Niccolò Bendidio, o Bendedei e da Alessandra Rossetti l'8 Aprile 1547. Il padre Niccolò era gentiluomo di corte del duca Ercole II e sua persona di fiducia. La madre Alessandra era sorella di Alfonso Rossetti, vescovo di Comacchio e, più tardi, di Ferrara. La Bendidio fu accolta alla corte estense inizialmente come dama di compagnia della prima moglie di Alfonso II d'Este Leonora de' Medici, e successivamente nel 1561 subentrò a servizio della duchessa Eleonora d'Este. Lucrezia ebbe molti ammiratori nella sua vita per via della sua vasta e complessa cultura, in parte artistica e in parte filosofica che si ascrive alle consuete prescrizioni cortigiane rivolte alle donne nobili del tempo, di cui ci da testimonianza Annibale Romei nei suoi Discorsi Tra gli estimatori di Lucrezia si annoverano due importanti poeti coevi ossia Torquato Tasso e Giovanni Battista Pigna. A supporto di questa tesi Giulio Bertoni ha recuperato alcune testimonianze probatorie costituite in particolare da due lettere che Lucrezia indirizzò rispettivamente il 25 Agosto e il 23 Settembre 1573 a Luigi d'Este in cui descrive Torquato Tasso come «quel huomo che compone versi» e Giovan Battista Pigna come «quel huomo dalla barba bianca».. Lucrezia aveva una splendida voce e perciò, insieme con altre damigelle tra le quali vi era anche la sorella Isabella Bendidio allietava le riunioni di corte. La Bendidio era riconosciuta come la cantante di spicco nell'ambito della stagione concertistica allestita dal 1571 al 1584 all'interno del Castello Estense sotto la direzione di Luzzasco Luzzaschi e di Tarquinia Molza. A tal proposito vi sono numerose testimonianze di questi concerti tra le quali è possibile rinvenire una lettera che l'ambasciatore mediceo a Ferrara, Bernardo Canigiani, inviò al granduca di Toscana Cosimo I de' Medici in cui vi è una descrizione delle feste celebrate a Brescello nell'agosto 1571, in onore dei principi d'Austria:

## Lucrezia Bendidio incontra Torquato Tasso
Nel settembre del 1561 Leonora d'Este (1537-1581), di salute cagionevole, si recò ad Abano per la cura dei fanghi. La principessa estense fu accompagnata dal fratello il cardinale Luigi d'Este, da Papa Pio IV e dalla Bendidio, che figurava tra le damigelle: «al séguito della Principessa, come damigella, era una bellissima giovinetta quindicenne, di una fra le maggiori famiglie ferraresi, Lucrezia Bendidio». Tasso si innamora di Lucrezia e le dedicò numerose rime petrarcheggianti. L'autore continuò a dedicare versi a Lucrezia anche dopo essere venuto a conoscenza, nel febbraio 1562, delle prossime nozze di Lucrezia con il conte Baldassarre Macchiavelli, naturalmente l'annunzio colpì nel profondo il diciottenne Tasso, che era al primo amore:
Il matrimonio di Lucrezia con il conte Macchiavelli non fu particolarmente felice sebbene non avessero particolari problemi economici. Degli ultimi anni della sua vita una circostanza importante è la sua decisione presa nel 1583 di adottare un bambino di appena due anni, Cesare Ligurio.

### Le opere Tassiane dedicate a Lucrezia Bendidio
Torquato Tasso si innamora della giovane Lucrezia quando la incontra per la prima volta a Padova nel 1561. Tasso scrisse per Lucrezia oltre cento poesie di cui 42 vennero pubblicate tra le Rime degli Accademici Eterei, edite per la prima volta nel 1567 (Venezia, Comin da Trino). Bisogna però sottolineare che in questa mezza dozzina di componimenti Lucrezia non è mai nominata espicitamente nei testi e inoltre non vi è alcun riferimento alle sue peculiari qualità canore. Al di là di queste uscite antologiche, fu a partire dalla detenzione al Sant'Anna che Tasso iniziò a sottoporre i suoi componimenti ad un riordino che, relativamente alle rime amorose, mirava a creare un insieme strutturato e coeso, ossia un vero e proprio liber. Ne è testimonianza il manoscritto Chigiano L VIII 302 del 1583–1584, di cui disponiamo di un'edizione moderna. Successivamente nel 1592 vennero pubblicate le Rime amorose a cura dell'editore mantovano Osanna.. Bisogna menzionare anche un'edizione moderna complessiva delle rime tassiane, in cui figurano, tra le altre 499 liriche amorose, che è stata pubblicata tra il 1898 e il 1902 a cura di Angelo Solerti. Presso gli Estensi il poeta ebbe comunque modo di continuare a vedere Lucrezia per numerosi anni, mentre l'avvenente dama entrava in contatto con altri artisti che in quel periodo impreziosivano la corte, primi fra tutti Battista Guarini e Giovan Battista Pigna. Tra i componimenti di quest'ultimo vi furono anche tre canzoni ispirate proprio dalla bellezza della Bendidio che fornirono tra l'altro lo spunto per alcune riflessioni tassiane sull'amore pubblicate nel 1568 con il titolo di Considerazioni sopra tre canzoni di M. G. B. Pigna.
Bisogna poi ricordare che Lucrezia è stata per lungo tempo anche l'amante del cardinale Luigi d'Este.
Le qualità canore della Bendidio insieme con quelle della sorella Isabella erano molto apprezzate nella corte rinascimentale tant'è che parteciparono entrambe al Concerto delle donne.
Un'altra sorella, Taddea, sposò il letterato Battista Guarini, e la loro figlia Anna Guarini fu anch'essa cantante ed arpista. 
Gli ultimi anni di vita della Bendidio sono trascorsi nell'oscurità tanto che non si sa quale sia l'anno in cui Lucrezia è morta.

## Giovanni Battista Pigna incontra Lucrezia Bendidio
Il segretario ducale Giovan Battista Pigna si innamorò della Bendidio e questo è comprovato da un codice che è conservato dalla biblioteca comunale di Ferrara. Questo codice contrassegnato dai ferraresi con il numero 252 contiene un intero canzoniere amoroso il cui titolo si ispira al nome dell'amata: Il Ben divino. Il Pigna si era innamorato della Bendidio mentre la città di Ferrara era interessata da un forte sciame sismico nello specifico l'8 Aprile 1571 proprio quando Lucrezia «in compagnia di donne che tutte stavano in divozione si rammaricava della continuatione dei tremuoti». Il poeta da quel giorno aveva iniziato a cantare per la Bendidio traendo ispirazione dalle sue sembianze e dal suo animo, nonché dagli specifici accadimenti che le riguardavano. Il Ben divino, ispirato dall'amore per Lucrezia Bendidio è composto da una redazione manoscritta definitiva (cui fa riferimento anche T.Tasso nelle Considerazioni sopra tre canzoni di G.B. Pigna intitolate Le tre sorelle). Certamente la natura privata di questo manoscritto a conferito un grado più alto di meticolosità descrittiva alle poesie del Pigna. Infatti Pigna più esplicitamente rispetto a Tasso ritrae Lucrezia nell'atto di cantare riportando i fatti realmente accaduti come accade nel sonetto ‘Quella che al panno d'oro e al velo nero’ in cui descrive la sua esibizione nell'occasione della nascita del figlio di Massimiliano II d'Asburgo a Brescello nel 1571.